# Luigi Cantù
Luigi Cantù (Milano, 22 febbraio 1868 – Parigi, 29 marzo 1951) è stato un ciclista su strada italiano.
Vinse i campionati italiani su strada nel 1892, competizione in cui fu anche secondo nel 1891.

## Palmarès
- 1892

Campionati italiani, Prova in linea